# Brad Evans
Brad Evans (Phoenix, 20 aprile 1985) è un ex calciatore statunitense, di ruolo centrocampista.

## Palmarès

### Club

#### Competizioni nazionali
- MLS Supporters' Shield: 2

Columbus Crew: 2008
Seattle Sounders: 2014
- Campionato MLS: 2

Columbus Crew: 2008
Seattle Sounders: 2016
- U.S. Open Cup: 4

Seattle Sounders: 2009, 2010, 2011, 2014